# Campionato Sudamericano 1973 (hockey su pista)
Il campionato sudamericano di hockey su pista 1973 è stata la 9ª edizione del torneo di hockey su pista per squadre nazionali maschili sudamericane. Il torneo si è svolto in Uruguay a Montevideo dal 10 al 12 dicembre 1973.
A vincere il torneo fu il Brasile per la seconda volta nella sua storia precedendo in classifica l'Argentina.

## Formula
Il campionato Sudamericano 1973 fu disputato da quattro selezioni nazionali tramite la formula del girone all'italiana con gare di sola andata. Vennero attribuiti due punti per l'incontro vinto, uno per l'incontro pareggiato e zero in caso di sconfitta. La prima squadra classificata venne proclamata campione.

## Squadre partecipanti
| Pr. | Squadra   | Partecipazioni precedenti al torneo            |
| --- | --------- | ---------------------------------------------- |
| 1   | Argentina | 1956, 1959, 1963, 1966, 1967, 1969, 1971       |
| 2   | Brasile   | 1954, 1956, 1959, 1966, 1967, 1969, 1971       |
| 3   | Cile      | 1954, 1956, 1959, 1963, 1966, 1967, 1969, 1971 |
| 4   | Uruguay   | 1954, 1956, 1959, 1963, 1967, 1969, 1971       |

Nota bene: nella sezione "partecipazioni precedenti al torneo" le date in grassetto indicano la squadra che ha vinto quell'edizione del torneo

## Svolgimento del torneo

### Classifica finale
| Pos. | Squadra   | Pt | G | V | N | P | GF | GS | DR  |
| ---- | --------- | -- | - | - | - | - | -- | -- | --- |
| 1.   | Brasile   | 5  | 3 | 2 | 1 | 0 | 10 | 3  | +7  |
| 2.   | Argentina | 4  | 3 | 1 | 2 | 0 | 8  | 2  | +6  |
| 3.   | Cile      | 3  | 3 | 1 | 1 | 1 | 20 | 3  | +17 |
| 4.   | Uruguay   | 0  | 3 | 0 | 0 | 3 | 1  | 31 | -30 |

### Risultati
| Montevideo 10 dicembre 1973 | Argentina | 6 – 0 | Uruguay |  |

| Montevideo 10 dicembre 1973 | Brasile | 2 – 1 | Cile |  |

| Montevideo 11 dicembre 1973 | Argentina | 0 – 0 | Cile |  |

| Montevideo 11 dicembre 1973 | Brasile | 6 – 0 | Uruguay |  |

| Montevideo 12 dicembre 1973 | Argentina | 2 – 2 | Brasile |  |

| Montevideo 12 dicembre 1973 | Cile | 19 – 1 | Uruguay |  |